# Fontinalis missourica
Fontinalis missourica är en bladmossart som beskrevs av Jules Cardot 1896. Fontinalis missourica ingår i släktet näckmossor, och familjen Fontinalaceae. Inga underarter finns listade i Catalogue of Life.